# The Feederz
The Feederzs (oder auch nur Feederz) waren eine Punkrock-Band aus Arizona, USA.
Sie waren für ihre kontroversen Texte (z. B. "Jesus - Entering from the rear", etwa: Jesus - von hinten rein) und ihre provokanten Plattencover bekannt. The Feederz waren stark vom Situationismus beeinflusst, ebenso vom Kommunismus und Anarchismus. In ihren Texten kritisierten sie den Staat sowie die Konsumgesellschaft und Religion.
Der Sänger Frank Discussion war für seine "subvertisements" bekannt – ein Kunstwort aus "Subversion" und dem englischen Advertisement (Reklame) und seine "Entgleisungen" (engl.: derailments). Damit adaptierte er eine Methode der Situationisten: die Zweckentfremdung. Außerdem praktizierte Discussion etwas, was er "Interventionen" nannte. Hier "zweckentfremdete" er "physische Ereignisse" indem er sie mit unpassenden Elementen der physischen Welt interagieren ließ. Praktisch konnte dies bedeuten, unpassende Gegenstände in fremde Einkaufswagen zu legen. (Zitat: All these things are made for a specific purpose, and the best thing to do is to use them for a completely different purpose, for your own amusement. – etwa: All diese Dinge sind für einen bestimmten Zweck gemacht, und das beste ist, sie für etwas komplett anderes zu benutzen, zu deiner eigenen Unterhaltung). Er erhob den Anspruch, dass diese Aktionen mehr als nur reine Streiche wären, sondern eine bewusste Taktik, die Gesellschaft zu untergraben und eine komprimierte Kritik an dieser zum Ausdruck zu bringen. Discussion gilt als einer der Mitbegründer der "Antistasiologie": diese Lehre beschäftigt sich vergleichend mit den verschiedenen Taktiken, Strategien und organisatorischen Strukturen von unterschiedlichen Widerstandsbewegungen, sowohl vergangene als auch aktuelle.

## Geschichte
Frank Discussion und Clear Bob (Dan Clark) gründeten 1977 The Feederz. Später stieß Art Nouveau (John Vivier) als Schlagzeuger dazu. Vor ihrem ersten Auftritt veröffentlichten die Feederz eine Pressemitteilung, die die örtlichen Medien als Terrordrohung missinterpretierten. Auf der ersten Show der Feederz sorgte Frank Discussion für eine Panik, als er Platzpatronen aus einem AR-15 Sturmgewehr in die Zuschauer abfeuerte. Auch schockte er bei Auftritten das Publikum, indem er sich lebende Kakerlaken auf den Kopf klebte oder tote Tiere in das Publikum warf. 1980 veröffentlichte die Band ihre erste Platte, die Jesus-EP mit vier Stücken.
1982 schrieb Frank Discussion "Bored with School" (Von der Schule gelangweilt), eine Schmähschrift gegen Schule und Arbeit, die wie ein offizielles Dokument des Arizona Department of Education gestaltet war. Davon verteilte er 5000 Exemplare an örtlichen High Schools. Daraufhin floh er aus Arizona, um einer Haftstrafe für diese Aktion zu entgehen und ließ sich in San Francisco nieder.
1984 reformierte Discussion die Feederz wieder, zusammen mit Mark Roderick und D.H. Peligro und nahm mit ihnen Ever Feel Like Killing Your Boss? auf. Inspiriert von den Situationisten erschien das Album in Schleifpapier verpackt. 1986 erschien Teachers In Space, auf dem Jayed Scotti Peligro am Schlagzeug ersetzte. Scotti, ein Freund von Winston Smith, gestaltete die Cover für Bands wie Dead Kennedys, MDC und The Crucifucks. Das Cover von Teachers In Space zeigte ein Foto vom Challenger-Unglück. In den späten 1980ern löste Discussion die Feederz wieder auf. Bis dahin hatte die Band aber einen gewissen Einfluss erreicht. Einer ihrer bekanntesten Fans war Kurt Cobain. Dieser hatte einen Vandalism: as beautiful as a rock in a cop's face - Courtesy of Feederz: Office of Anti-Public Relations-Aufkleber (etwa: Vandalismus – so schön wie ein Stein in einem Bullengesicht – eine Aufmerksamkeit der Feederz: Büro der Anti-Öffentlichkeitsarbeit) auf seiner Gitarre, die er u. a. 1991 auf dem Reading and Leeds Festival spielte.
2002 fanden die Feederz dann wieder zusammen und veröffentlichten Vandalism: Beautiful as a Rock in a Cop's face mit Jack Endino als Produzenten. Diesmal ergänzten Ben Wah am Schlagzeug und Denmark Vesey am Bass (beide aus Seattle) die Band. Sie tourten das gesamte Jahr 2003 über. Frank Discussion und Ben Wah zogen 2003/2004 gemeinsam nach Los Angeles und führten die Band mit Brant Boling am Bass fort. 2007 spielten sie ihr vorerst letztes Konzert im Mondo-Video-A-Go-Go.
Discussion hat seitdem die "Antistasiologie" (Lehre vom Widerstand), die er Anfang der 2000er mit begründet hat, weiterentwickelt. Außerdem arbeitet er an einem Film mit dem Titel Amor y Saqueo ("Liebe und Plünderei"). Er selbst beschreibt den Film als
"... a charming tale of a young girl who finds happiness through wholesale destruction, theft, sabotage and, of course, looting."
"... eine bezaubernde Geschichte eines jungen Mädchens, die in massiver Zerstörung, Diebstahl, Sabotage und natürlich Plünderei, Freude findet." (eigene Übersetzung)

## Diskografie
- Jesus (1980 Anxiety Records), EP
- Ever Feel Like Killing Your Boss? (1983 Flaming Banker)
- Teachers In Space (1986 Flaming Banker)
- Vandalism: Beautiful as a Rock in a Cop's Face (2002 Broken Rekids)